# Magnolia coriacea
Magnolia coriacea este o specie de plante din genul Magnolia, familia Magnoliaceae. A fost descrisă pentru prima dată de Hung T.Chang și Bao Liang Chen, și a primit numele actual de la Richard B. Figlar. Conform Catalogue of Life specia Magnolia coriacea nu are subspecii cunoscute.